# لوغران

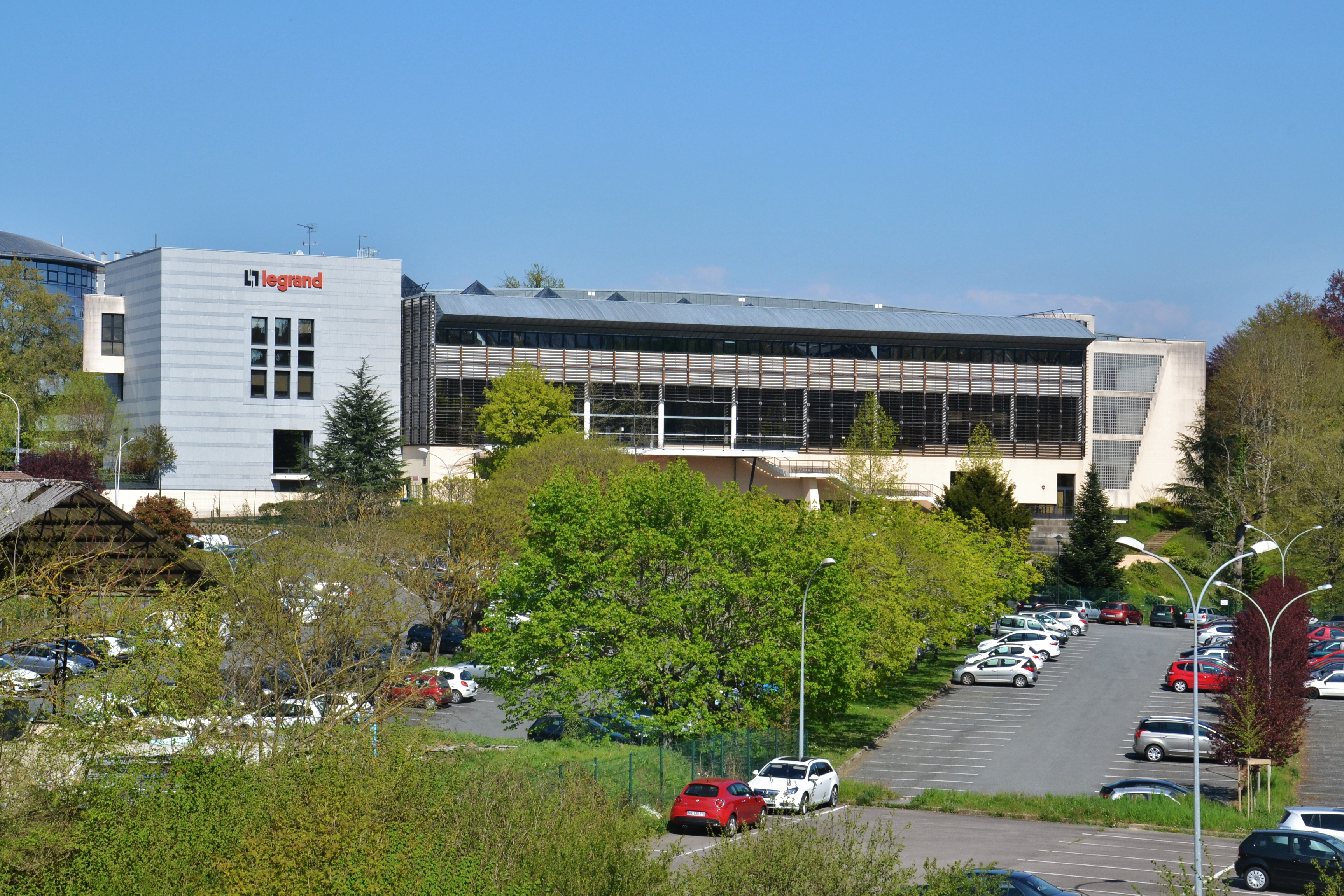
مقر شركة ليجراند بليموج في منطقة ليموزان.

ليجراند هي ماركة وشركة صناعية فرنسية للمنتجات الكهربائية مقرها ليموج في منطقة ليموزان.
في عام 2011، أصبحت ليجراند أرتيور أكبر شركة عالمية للمفاتيح والمقابس، بتحكمها في 20% من مبيعات السوق العالمي للكهرباء للمفاتيح والمقابس، 15% من المبيعات العالمية للكابلات. 75% من منتجات الشركة يصدر للعالم بينما الباقي 25% للشعب الفرنسي. تحتل ليجراند المركز الثاني من حيث مبيعات المفاتيح والمقابس في الهند، والأولى في صناعة قواطع الدوائر الصغيرة للمنازل (MCBs) ولوحات التوزيع (DBs).
بدأت الشركة مؤخرا بتوسيع نطاق منتجاتها لتشمل التنمية المستدامة وتقنيات توفير الطاقة حيث طورت منتجات تسمح بالتحكم في الإضاءة غير دخولها مجال الطاقة الشمسية.

## التاريخ
ترجع أصول الشركة إلى عام 1865، مع تشييد ورشة ليموج لتصنيع أطباق البورسلين، في منطقة ليموزان الفرنسية على الطريق المؤدي إلى مدينة ليون.
في عام 1904، اشترى فريدريك ليجراند الشركة وسماها على اسمه.
بينما في عام 1919، دخلت الشركة في شراكة مع جين موندوت، فنان وحرفي من ليموزان صاحب مصنع صغير لصنع مفاتيح كهربائية باستخدام الخزف والخشب في إكسيدول.
مع نجاح الشركة وكثرة المبيعات إتجهت الشركتان إلى صناعة المعدات الكهربائية. في تلك الفترة، لم تكن المنتجات البلاستيكية قد ظهرت فكان الخزف أفضل المواد العازلة المتاحة.
في عام 1949، بعد حريق المصنع، قرر مجلس إدارة الشركتين التركيز على صناعة أساسيات التمديد الكهربي من مفاتيح وقوابس، سرعان ما تطور القرار ليشمل منتجات الحماية (الفيوزات وقواطع الدائرة) قبل أن يتطور مرة أخرى ليشمل الكابلات وأدوات ربطها، المواسير الصغيرة وإضاءة الطوارئ، لتصبح من أكبر المصانع تنوعا مع أكثر من 150,000 منتج. مع حلول عام 2006، أصبح لدى ليجراند مقرات في 70 دولة وسوق لمنتجاتها في 180 دولة.
بعض التواريخ البارزة في تاريخ الشركة:
- 1966: تأسيس أول مقر للشركة خارج فرنسا في بلجيكا.
- 1977: تأسيس مقر في بيال، البرازيل.
- 1984: التعاون مع شركة باس وسيمور وتأسيس شركة فرعية في الولايات المتحدة.
- 1989: شراء شركة بتشينو، أكبر مصنع إيطالي للمعدات الكهربائية.
- 1996: عززت ليجراند وجودها في البلدان الناشئة بعد سيطرتها على الشركات المحلية مثل فايل في بولندا، ليومنكس في كولومبيا، إم دي إس في الهند ووات ستوبر في الولايات المتحدة.
- 1998: اشترت ليجراند شركة أورترونيكس، شركة أمريكية رائدة في مجال الكابلات والبنية التحتية الافتراضية لسطح المكتب.
- 2000: شراء شركة واير مولد (Wiremold) في الولايات المتحدة في النصف الأول من العام، وبالتالي مضاعفة حجم المجموعة هناك. أما النصف الثاني، قامت ليجراند بشراء شركة هورتون كنترول، شركة أمريكية للتحكم في الإضاءة، لها نفس العلامة التجارية لشركة وات ستوبر. اشترت ليجراند أيضا كوينتيلا في اسبانيا.
- 2005: شراء مجموعة ICM، المجموعة الرائدة عالمياً في صناعة حوامل الكابلات.
- 2006: شراء كلٍّ من:
  - مجموعة تي سي إل (الشركة الأولى لصناعة الأسلاك الكهربائية في الصين).
  - شايدن، شركة صينية رائدة في صناعة البنية التحتية الافتراضية لسطح المكتب (الصوت والفيديو).
  - شركة فانتاج، شركة أمريكية للتحكم في الإضاءة.
- 2007: استحوذت على كل من:
  - شركة إتش بي إم HBM، الشركة الثانية في صناعة منتجات التمديد الكهربي في أستراليا.
  - شركة كونتاكتور، شركة روسية رائدة في صناعة القواطع الكهربائية.
  - مجموعة MACSE، الشركة المكسيكية الأولى في صناعة حامل الكابلات.
  - شركة UStec، شركة أمريكية متخصصة في صناعة الشبكات السكنية.
  - شركة تي سي إل ويكسي، شركة صينية متخصصه في صناعة قواطع الدوائر.
  - شركة ألبيس تكنولوجي، شركة فرنسية متخصصة في مجالات تحسين معامل القدرة وقياس الطاقة.
- 2008: استحوذت على:
  - شركة بي دبليو، شركة صينية متخصصة في صناعة الكابلات الكهربائية.
  - شركة إتش دي إل، أكبر شركة برازيلية متخصصة في صناعة أنظمة الدخول والانتركوم.
  - شركة إي ستاب، شركة تركية متخصصة في البنية التحتية الافتراضية لسطح المكتب كالصوت، الصور والبيانات.
  - شركة إليكتراك، شركة إنجليزية متخصصة في صناعة حوامل الكابلات.
- 2009: عانت ليجراند بشدة من الأزمة الاقتصادية، حيث انخفضت أعمالها بنسبة 15.6% ما قدر بحوالي 3.6 مليار يورو. مع ذلك استطاعت الشركة الحفاظ على هامشها التشغيلي عند 17.6% مقابل 17.7% في عام 2008.
- 2010:
  - عادت الشركة إلى النمو مرة أخرى وتغلبت على الأزمة الإقتصادية العالمية حيث ارتفعت نسبة مبيعاتها إلى 8.7%، نسبة إيرادات التشغيل إلى 35.5%، صافي الدخل إلى 44.3% بما يقدر بحوالي 418.3 مليون يورو. مع وصول هامش التشغيل للمجموعة لمستويات لم تصل لها من قبل 20.2%.[12]
  - دخلت الشركة تحالفا باسم EV PLUG مع كل من شنايدر إليكتريك وسكامي (إيطاليا) لصناعة أنظمة لشحن السيارات الكهربائي. لمعايير خاصة.
  - استحوذت الشركة على:
    - شركة انفورم التركية، رائدة في صناعة أجهزة يو بي إس.
    - شركة إندو الأسيوية، شركة في الهند رائدة في صناعة القواطع الكهربائية.
    - استطاعت ليجراند في ديسمبر 2010، الاستحواذ على شركة ميتا سيستم، شركة إيطالية متخصصة في صناعة أجهزة يو بي إس.
- 2011: استطاعت ليجراند شراء 7 شركات مقابل 300 مليون يورو:
  - شركة إلكتروراك، شركة أمريكية رائدة في صناعة البنية التحتية الافتراضية لسطح المكتب (الصوت، البيانات، الصور).
  - شركة انترفوكس، شركة فرنسية رائدة في صناعة المنتجات للأشخاص المعاقين.
  - في أبريل، استحوذت على شركة إس إم إس، الشركة البرازيلية الأولى في صناعة أجهزة يو بي إس.
  - ميدل أتلانتك في مايو، شركة أمريكية (520 موظف ومبيعات تقدر بحوالي 107 مليون دولار) متخصصة في البنية التحتية الرقمية.
- 2012: الاستحواذ على شركة Numeric UPS الهندية.
- 2014: في شهر مارس، وقعت ليجراند اتفاقية نهائية لشراء شركة لاستر في أوهايو، شركة لصناعة الكابلات وصلت مبيعاتها في عام 2013 إلى أكثر من 140 مليون دولار، بها 1000 عامل تقريبا في مقراتها التسع داخل الولايات المتحدة، أوروبا وآسيا.[13]
- 2015: في يونيو، أعلنت شركة ليجراند أمريكا الشمالية عن وصولها لإتفاق للحصول على شركة راريتان بحلول شهر سبتمبر من نفس العام.
- 2017: في يونيو، بدأت الشركة في إجراء مفاوضات لشراء شركة Milestone AV.

## البورصة
- 1970: تم إدراجها في بورصة باريس للمرة الأولى.
- 2001: عرضت شركة شنايدر إليكتريك شراء أسهم ليجراند، الأمر الذي رفضته المفوضية الأوروبية وصنفته تحت بند إمكانية تشويه المنافس. ليتم إجبار شنايدر على بيع الأسهم مرة أخرى.
- 2003: سيطرة صندوقي الإستثمار كولبيرج كرافيس روبرت (KKR) وصندوق ويندل الاستثماري على عوائد أسهم ليجراند بالكامل.
- 2006: عادت ليجراند إلى البورصة وحصلت على نسبة 20% من رأس المال أو 57.7 مليون سهم جديد مقابل مليار يورو. مع بقاء صندوق كيه كيه أر وصندوق ويندل مستحوذ على أغلبية الأسهم بنسبة 30% لكل صندوق. في حين 16% لشركات أخرى كالبنوك والمؤسسات و5% لمجلس الإدارة والموظفين. مع نهاية العام باعت البنوك والمؤسسات حصتها إلى ليجراند لتمتلك 35% من أسهم الشركة.
- 2007: رحبت ليجراند بتييري دي لا تور أورتايسي،[14] الرئيس التنفيذي لمجموعة SEB، جيرار لامارش، المدير المالي في مجموعة سويز في مجلس إدارتها.
- 2008: انتهاء اتحاد صندوقي كيه كيه أر وويندل. وظهور شائعات عن احتمال شراء ليجراند على شركات أشهر منافسيها وهم سيمنس، إيه بي بي وجنرال إلكتريك. في أبريل، قرر صندوقي كيه كيه أر وويندل تجديد اتحادهما حتى عام 2012.

## الإدارة
- فرانسوا غرابوتي (الأب) (مواليد 1936 في رانس): الرئيس التنفيذي من 1983 إلى 2006، الرئيس الفخري لمجلس الإدارة منذ عام 2006.
- جيل شينب (مواليد 1958 في ليون): رئيس مجلس الإدارة منذ فبراير 2018، الرئيس التنفيذي من 2006 إلى 2018، انضم إلى الشركة في عام 1989، حاصل على درجة البكالريوس في الدراسات التجارية، نائب الرئيس السابق لبنك التاجر الأمريكي ميريل لينش فرنسا.
- بيوني كوكارت (مواليد 1973)، المدير التنفيذي منذ فبراير 2018. عمل بالشركة بعد تخرجه مباشرا في عام 1997 لإدارة أنشطة المجموعة في كوريا الجنوبية. تدرج في السلم الوظيفي حتى وصل لهذا المنصب فعمل نائب مدير قسم التطوير، نائب الرئيس التنفيذي لقسم الاستراتيجية والتطوير. نائب الرئيس التنفيذي العام للشركة الأم في فرنسا منذ عام 2015. عضوا في اللجنة التنفيذية لليجراند منذ عام 2010.[15]

## المنافسون الأساسيون
- إيه بي بي
- شنايدر إليكتريك
- سيمينز

## وصلات خارجية
- الموقع الرسمي لشركة ليجراند.
- شركة ليجراند الفرنسية.